# رادکا استویانوا
رادکا استویانوا (بلغاری: Радка Йорданова Стоянова؛ زادهٔ ۷ ژوئیهٔ ۱۹۶۴) قایقران روئینگ اهل بلغارستان است.